# Kantaldia
Kantaldia es el noveno álbum del grupo vocal español Mocedades grabado en 1978. Está grabado íntegramente en euskera. Incluye canciones ya publicadas en discos anteriores, como "Goizaldean", versiones nuevas de canciones anteriores, como "Oi pello, pello!", canciones nuevas y la versión en euskera de "Eres tú", titulada "Zu zara".

## Canciones
1. "Nere herria" (3:35)
2. "Iruten" (2:28)
3. "Zenbat bide zure bila...!" (2:34)
4. "Oi Betlehem!" (2:15)
5. "Santa Yageda" (2:33)
6. "Oi pello, pello!" (2:14)
7. "Nik baditut bortuetan" (2:46)
8. "Lo kanta" (2:24)
9. "Nere mirentxu maitea" (2:40)
10. "Goizaldean" (2:34)
11. "Zu zara" (3:33)

- Datos: Q5399047